# Henri Van Lerberghe
Henri Van Lerberghe (Lichtervelde, 20 de gener de 1891 - Roeselare, 10 d'abril de 1966) va ser un ciclista belga que va córrer entre 1910 i 1923. Guanyar una etapa del Tour de França i un Tour de Flandes compten amb els seus majors èxits. Va guanyar el Tour de Flandes de 1919 per astúcia. Bloguejat per un tren parat, va saltar la barrera i va travessar un vagó amb la bici a l'espatlla.

## Palmarès[1]
- 1910
  - 3r al Campionat de Flandes
- 1913
  - Vencedor d'una etapa al Tour de França
- 1914
  - 2n al Tour de Flandes[2]
- 1919
  - 1r al Tour de Flandes[2]
- 1920
  - 2n al Campionat de Flandes

### Resultats al Tour de França
- 1913. Abandona (7a etapa). Vencedor d'una etapa
- 1914. Abandona (4a etapa)